# Jiang Qinqin
Jiang Qinqin (nacida el 3 de septiembre de 1975) también como Shui Ling (chino simplificado: 水灵, chino tradicional: 水灵), es una actriz y excantante de ópera china. 

## Biografía
En 1994 entró a la Academia de Cine de Beijing, de donde se graduó cuatro años después y luego se unió a "Beijing Film Studio".
Jiang se casó con el actor Chen Jianbin el 22 de febrero de 2006. Su hijo nació el 8 de enero de 2007.

## Carrera
Jiang empezó a aprender ópera de Pekín a la edad de 10 años y entró en la Academia de Cine de Beijing , después de alcanzar el primer lugar en un examen de ingreso. 
También es conocida como "Shui Ling", un nombre artístico que le dio escritor taiwanés Chiung Yao, mientras que ella estuvo implicada en la producción una serie de televisión titulada "Tears in Heaven".
En 1997, protagonizó en la serie "Tears in Heaven", una adaptación de una novela de Chiung Yao. Después de eso, ella interpretó a personajes trágicos, incluyendo Gu Manlu en " Affair of Half a Lifetime" (2002), Mu Nianci en The Legend of the Condor Heroes (2003) y Niu Hongmei en A Loud Slap (2004).

## Filmografía
| Año  | Título                             | Personaje   | Notas |
| ---- | ---------------------------------- | ----------- | ----- |
| 1994 | Xin Daxiao Buliang 新大小不良      | Xiaoyao     |       |
| 1995 | Tiexue Chuanqi 铁血传奇            |             |       |
| 1997 | Jianfei Lüxingtuan 减肥旅行团      | Ms Jingjing |       |
| 2000 | The Sino-Dutch War 1661 英雄郑成功 | Xue Liang   |       |
| 2001 | Seven Nights 七夜                  | Song Yao    |       |
| 2004 | Jiejie Cidian 姐姐词典             | Niu Hongmei |       |
| 2014 | Who is Undercover 一号目标         |             |       |

| Año         | Título                                                                              | Personaje                 | Notas |
| ----------- | ----------------------------------------------------------------------------------- | ------------------------- | ----- |
| 1992        | Meitai Guanyin 媚态观音                                                             | Meitai Guanyin            |       |
| 1996        | Xishi 西施                                                                          | Xishi                     |       |
| 1998        | Kingdoms of the Spring and Autumn Period of the Eastern Zhou Dynasty 东周列国春秋篇 | Qi Jiang                  |       |
| 1998        | Hushang Yanji 沪上艳妓                                                              | Xiaofengxian              |       |
| 1998        | Tears in Heaven 苍天有泪                                                            | Xiao Yufeng               |       |
| 1998        | Jingdu Shentan 京都神探                                                             | Qi Menggu                 |       |
| 1999        | Kangxi Weifu Sifang Ji Zhi Babaozhou Ji 康熙微服私访记之八宝粥记                    | Zhu Yunqiao               |       |
| 1999        | Liumang Taizi 流氓太子                                                              | Duan Yu                   |       |
| 1999        | Shenyi Hua Tuo 神医华陀                                                             | Princess Rourou           |       |
| 1999        | Romance of the White Haired Maiden 白发魔女                                         | Lian Nichang              |       |
| 1999        | Damo Zushi 达摩祖师                                                                 | Hu Ji                     |       |
| 2000        | Shentan Ke Lan 神探科蓝                                                             | Li Xing'er                |       |
| 2000        | Crouching Tiger, Hidden Dragon 卧虎藏龙                                             | Yu Jiaolong               |       |
| 2000        | New May Flower 青河绝恋                                                             | Shen Xinci / Liang Xiuyun |       |
| 2001        | Wang Zhong Wang 王中王                                                              | Princess Qianyun          |       |
| 2001        | Wind and Cloud 风云雄霸天下                                                         | Mingyue / Second Dream    |       |
| 2002        | Affair of Half a Lifetime 半生缘                                                    | Gu Manlu                  |       |
| 2002        | Fengyun Zhengba 风云争霸                                                            | Beitang Xing'er           |       |
| 2002        | The Four Detective Guards 四大名捕                                                  | Hei Hudie                 |       |
| 2002        | Princess Pearl III 还珠格格三之天上人间                                             | Xia Yingying              |       |
| 2003        | The Last Concubine 末代皇妃                                                         | Wenxiu                    |       |
| 2003        | The Legend of the Condor Heroes 射雕英雄传                                          | Mu Nianci                 |       |
| 2004        | A Loud Slap 耳光响亮                                                                | Niu Hongmei               |       |
| 2004        | Dahan Jinguo 大汉巾帼                                                               | Xin Zhui                  |       |
| 2004        | Xiangfen Shijia 香粉世家                                                            | Lianyi                    |       |
| 2005        | Qiao's Grand Courtyard 乔家大院                                                     | Lu Yuhan                  |       |
| 2005        | Ruguo Yueliang You Yanjing 如果月亮有眼睛                                           | Fan Meiyin                |       |
| 2007        | Four Generations Under One Roof 四世同堂                                            | Yunmei                    |       |
| 2017 - 2018 | Tribes and Empires: Storm of Prophecy 九州海上牧云记                                | Nanku Mingyi              |       |